# Agrotis lata
Agrotis lata är en fjärilsart som beskrevs av Treitschke 1835. Agrotis lata ingår i släktet Agrotis och familjen nattflyn. Inga underarter finns listade i Catalogue of Life.